# جورج أوفاشفيلي
جورج اوفاشفيلي (بالجورجية: გიორგი ოვაშვილი) هو واحد من أهم المخرجين في جورجيا ولد في 14 نوفمبر 1963. ويعمل أيضاً كاتب سيناريو لأفلامه و كان ينتجها بنفسه لذلك لم يخرج الكثير من الأفلام لعدم توفر الميزانية .

## وصلات خارجية
- جورج أوفاشفيلي على موقع IMDb (الإنجليزية)
- جورج أوفاشفيلي على موقع قاعدة بيانات الأفلام العربية
- جورج أوفاشفيلي على موقع ألو سيني (الفرنسية)
- جورج أوفاشفيلي على موقع أول موفي (الإنجليزية)
- جورج أوفاشفيلي على موقع قاعدة بيانات الفيلم (الإنجليزية)
- جورج أوفاشفيلي على موقع كينوبويسك (الروسية)